# Gonzalo Ancheta
Gonzalo Ancheta, vollständiger Name Gonzalo Nicolás Ancheta Reyes, (* 19. November 1987 in Montevideo) ist ein uruguayischer Fußballspieler.

## Karriere
Der 1,85 Meter große Defensivakteur Ancheta stand von Mitte 2009 bis Ende Juni 2010 in Reihen der Mannschaft von Bella Vista. In der Saison 2009/10 bestritt er dort zwei Spiele (kein Tor) der Segunda División. In den beiden Folgespielzeiten war er beim Huracán Football Club aktiv und kam in mindestens 35 Zweitligapartien zum Einsatz. Ein Tor schoss er dabei nicht. Zur Jahresmitte 2012 schloss er sich Villa Teresa an. Im Juli 2013 wechselte er zu Central Español. Für die Montevideaner lief er in der Saison 2013/14 in 17 Begegnungen (kein Tor) der zweithöchsten uruguayischen Spielklasse auf. In der Apertura 2014 gehörte er erneut dem Zweitligakader des Huracán Football Club an und kam in einem Ligaspiel (kein Tor) zum Einsatz. Sodann war von Januar 2015 bis Ende Februar 2016 Walter Ferretti sein Arbeitgeber. Für den Klub aus Nicaragua absolvierte er 33 Partien in der Primera División und erzielte dabei zwei Treffer. Zudem wurde er dreimal (kein Tor) im CONCACAF Champions Cup eingesetzt. Im März 2016 trat er ein erneutes Engagement beim Huracán Football Club an, für den er in der Clausura 2016 in vier Ligaspielen (kein Tor) zum Einsatz kam.